# 2020年俄軍直升機擊落事件
2020年俄軍直升機擊落事件是2020年11月9日（2020年納戈爾諾-卡拉巴赫戰爭期間）一架俄羅斯空軍的Mi-24雌鹿直升機遭亞塞拜然軍方誤發射可攜式防空飛彈擊落的事件，發生地點鄰近亞美尼亞亞拉拉特州叶拉什克（鄰近與亞塞拜然納希契凡自治共和國的邊界）上空，三名機組員中有兩人死亡、一人受傷。事發後亞塞拜然政府隨即發表道歉聲明，指事件為誤擊所致，並允諾賠償。集體安全條約組織（CSTO）發表聲明關切此事。俄羅斯總統普丁向機上人員頒授勇氣勳章；11月18日亞美尼亞總統阿尔缅·萨尔基相追授俄軍直升機駕駛軍事勳章，12月12日亞美尼亞政府在叶拉什克設立了一座紀念殉職駕駛的暫時性牌匾，並舉行禱告儀式。
擊落事件發生當日（11月9日）亞美尼亞與亞塞拜然雙方即在俄羅斯調停之下簽訂停火協議，有報導指此事件可能為俄羅斯提供了介入調停的理由，但其具體影響仍未知。